# جورج لي (سياسي)
جورج لي (بالإنجليزية: George Lee)‏ هو اقتصادي وسياسي أيرلندي، ولد في 27 سبتمبر 1962 في جمهورية أيرلندا. حزبياً، نشط في فاين جايل. في 2009 Dublin South by-election ‏، انتخب نائب دييل عن دائرة Dublin South (Dáil constituency) ‏ وقد انضم خلال فترته النيابية ‏ (6 يونيو 2009 – 8 فبراير 2010)  للكتلة البرلمانية فاين جايل.

## روابط خارجية
- جورج لي على موقع IMDb (الإنجليزية)